# أنجيلا كريمونت
أنجيلا كريمونت هي ممثلة إسبانية ، اشتهرت بدورها في إليسا في مسلسل فتيات الكابل .